# Vremja, vperjod!
Vremja, vperjod! (russisk: Время, вперёд!) er en sovjetisk spillefilm fra 1965 af Mikhail Sjvejtser og Sofija Milkina.

## Medvirkende
- Sergej Jurskij som David Margulies
- Inna Gulaja som Sjura Soldatova
- Tamara Sjomina som Olja Trigubova
- Leonid Kuravljov som Kornejev
- Vladimir Kasjpur som Kanunnikov